# Montfortsche Kirchenfahne
Die Montfortsche Kirchenfahne, in der Heraldik das Montfortsche Gonfanon, war die Wappenfigur des süddeutschen Adelsgeschlechts Montfort. Sie ist eine an einem Querbügel befestigte Fahne mit drei Hängeln, das heißt, sie ist unten zweimal eingeschnitten. Dadurch entstehen herabhängende Lappen. Fälschlich werden die Begriffe dreilatzig und Lätze verwendet. Diese sind aber genau genommen dem Turnierkragen vorbehalten. Oft wird diese Fahne ohne Querholz abgebildet. Es bestand stets eine Beziehung im Lehnsverhältnis zwischen Adelshaus und Kirchvogtei. Die Fahne hat auch Einzug in die Stadtheraldik gefunden, so in Böblingen, Herrenberg und Tübingen.

## Beispiele

Vorarlberger Landeswappen
Wappen Herrenbergs
Wappen Tübingens